# Eulalie Jensen
Eulalie Jensen, conosciuta anche con il nome di Eulalie Jenson (St. Louis, 24 dicembre 1884 – Los Angeles, 7 ottobre 1952), è stata un'attrice statunitense.

## Biografia
L'inizio di carriera di Eulalie Jensen si deve a una inserzione fatta da Sarah Bernhardt prima di una sua visita a New York a cui risposero duecento candidati. Tra i sei giovani scelti, ci fu Eulalie che, all'epoca, non aveva nessuna esperienza teatrale. Sul palcoscenico, Eulalie, raffinò le sue doti naturali di attrice, diventando un'interprete vivace e brillante, molto apprezzata.
Venne scelta come modella per rappresentare l'Esposizione Universale di St. Louis del 1904.
La sua carriera cinematografica, iniziata nel 1914 con Eve's Daughter, si concluse nel 1935. L'ultimo dei suoi 109 film è La carne e l'anima, prodotto dalla MGM.
Eulalie Jensen morì nel 1952 a Los Angeles, all'età di 67 anni.